# Higuera de Llerena (kommun)
Higuera de Llerena är en kommun i Spanien.   Den ligger i provinsen Provincia de Badajoz och regionen Extremadura, i den sydvästra delen av landet, 300 km sydväst om huvudstaden Madrid. Antalet invånare är 358.